# Takaki Shigemitsu
Takaki Shigemitsu (japanisch 重光 貴葵 Shigemitsu Takaki; * 31. Juli 1983 in Kitakyushu) ist ein ehemaliger japanischer Fußballspieler.

## Karriere
Shigemitsu erlernte das Fußballspielen in der Schulmannschaft der Meitoku Gijuku High School und der Universitätsmannschaft der Momoyama-Gakuin-Universität. Seinen ersten Vertrag unterschrieb er 2006 bei Tokyo Verdy. Der Verein spielte in der zweithöchsten Liga des Landes, der J2 League. Im Oktober 2006 wechselte er zu Fagiano Okayama. Am Ende der Saison 2007 stieg der Verein in die Japan Football League auf. 2009 wechselte er zum Ligakonkurrenten New Wave Kitakyushu (heute: Giravanz Kitakyushu). Am Ende der Saison 2009 stieg der Verein in die J2 League auf. Ende 2011 beendete er seine Karriere als Fußballspieler.